# 伊丹
伊丹（いたみ）は、兵庫県伊丹市の地名。現行の行政地名は住居表示実施済みの町丁が伊丹一丁目から伊丹八丁目まであり、他に住居表示未実施の大字伊丹が猪名川と藻川の分岐点に当たる神津大橋の南側にある。2011年10月1日の伊丹市による推計人口は6,793人。郵便番号664-0846。

## 地理
猪名川の西岸に当たる地域。地名の由来は糸績（いとうむ）や糸海（いとうみ）からの転訛とする説や、猪名川の南北に板橋が架橋されていたので板上（いたかみ）と呼ばれていたものが転訛したとする説、藤原朝臣伊丹氏の氏が先か地名が先か、など複数あり、はっきりしない。
伊丹1〜8丁目は北で北本町、北東で藤ノ木、東で東有岡、南東で尼崎市猪名寺、南で南町、南西で南本町、西で中央、北西で宮ノ前と接しており、北の一点（北本町と藤ノ木の中間）で北河原とも僅かに接している。
大字伊丹は神津大橋の南側にある事実上の飛地となっており猪名川を跨いで東で森本、南で大字口酒井（阪神水道企業団猪名川事業所）、藻川を跨いで西で東有岡と接している。大字伊丹に属する小字は下市場（しもいちば）一つのみで、人口は0人である。

## 歴史
旧摂津国川辺郡に属し、永正17年（1520年）に伊丹城、後の有岡城が建てられた。天正6年（1578年）、有岡城主・荒木村重が織田信長に対する反乱を起こし織田軍に鎮圧された（有岡城の戦い）。
江戸時代には近衛家の所領となり、猪名野神社の門前町から発展した伊丹郷町（いたみごうちょう）は酒造業で栄え伊丹酒は全国的に著名なブランドを確立したが、18世紀以降は灘五郷の隆盛に押されて衰退した。
1878年（明治11年）には郡区町村編制法の施行により川辺郡役所が現在の中央3丁目に置かれ、郡の中心地となった。1891年（明治24年）には川辺馬車鉄道が尼ヶ崎から当地まで開通し、摂津鉄道、阪鶴鉄道、日本国有鉄道を経て現在のJR西日本福知山線となっている。
町丁としての伊丹は1976年（昭和51年）に成立し、住居表示実施に際して天津、東有岡の一部を編入した。

## 交通
鉄道
- JR西日本・福知山線
  - 伊丹駅

道路

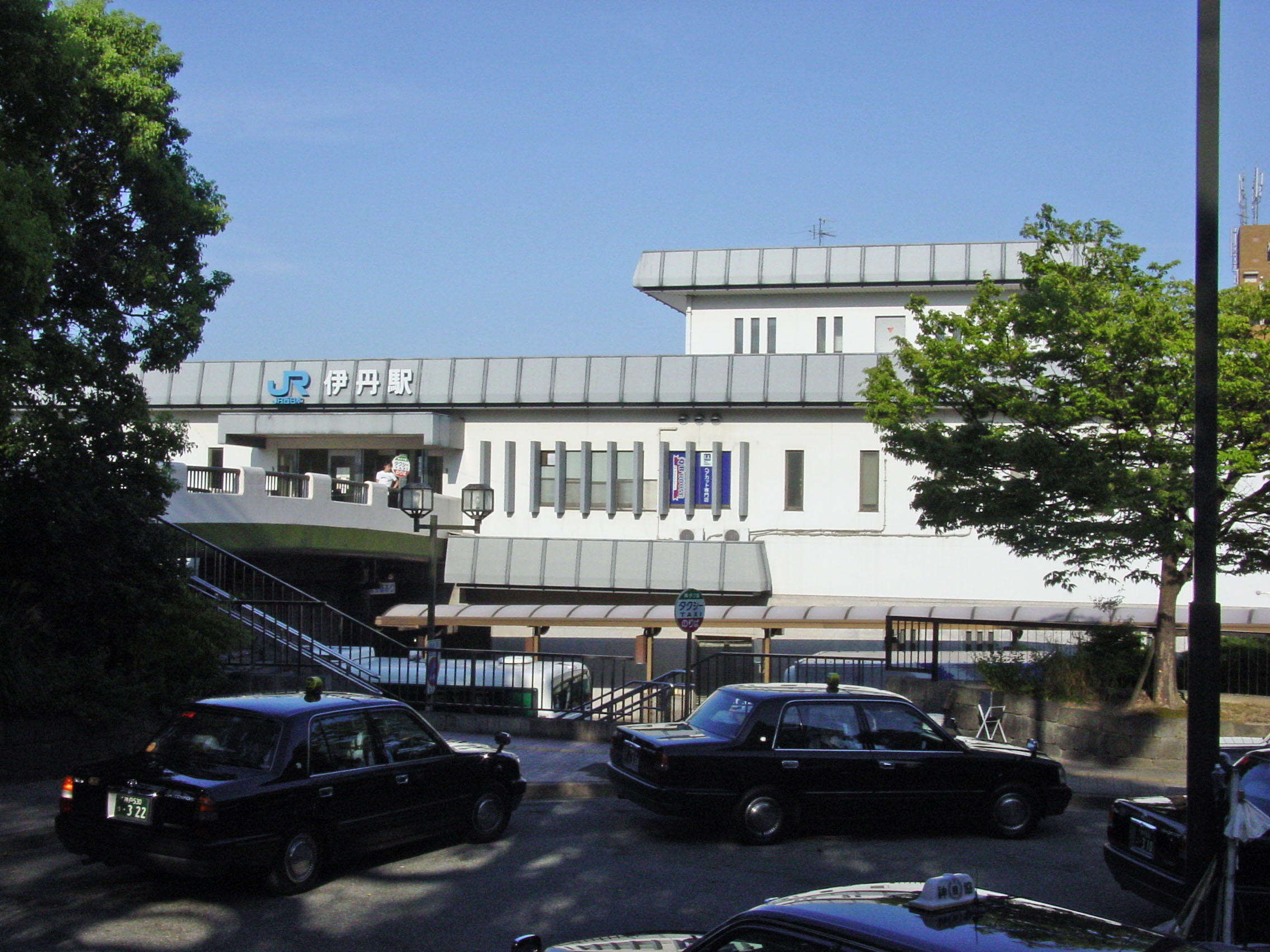
JR伊丹駅（伊丹1丁目）

- 市内の寺本に至る県道334号線の起点となっている。また、町内の西を県道13号線が走っている。伊丹市バスはJR伊丹駅前を発着する。

## 主な施設・観光名所
- 阪神運転免許更新センター
- 伊丹市立有岡小学校
- 伊丹市共同利用施設有岡センター
- 大手自治会館
- 有岡城跡
- 荒村寺